# Chiridota ferruginea
Chiridota ferruginea is een zeekomkommer uit de familie Chiridotidae.
De wetenschappelijke naam van de soort werd in 1882 gepubliceerd door Addison Emery Verrill.